# 에드워드 사이드
에드워드 사이드(Edward W. Said, 1935년 11월 1일~ 2003년 9월 24일)는 팔레스타인에서 태어난 미국의 영문학자·비교문학가·문학평론가·문명비판론자이다.
에드워드 사이드는 현대 중동학에서 가장 인정 받고 있는 학자 중 하나로, 대표적인 저서 《오리엔탈리즘》으로 제국주의에 근거한 서양 위주의 사고방식을 비판하였다. 또한, 평생 조국 팔레스타인의 독립을 위해 노력하였다.

## 생애
에드워드 사이드는 1935년 11월 1일 당시 영국령 팔레스타인의 예루살렘에서 태어났다. 1947년 이집트 카이로로 이주해 공부했다. 1950년대 말 미국으로 건너가 박사학위를 받았고 1963년부터 콜롬비아 대학교의 영문학, 비문학 교수를 역임하며 문학평론가이자 문명평론가로 활동하였다. 1978년 《오리엔탈리즘》을 출간해 세계적인 명성을 얻게 되었다. 1992년부터 백혈병으로 투병해온 사이드는 2003년 9월 미국 뉴욕에서 68세를 일기로 백혈병으로 세상을 떠났다.